# Szattuara II

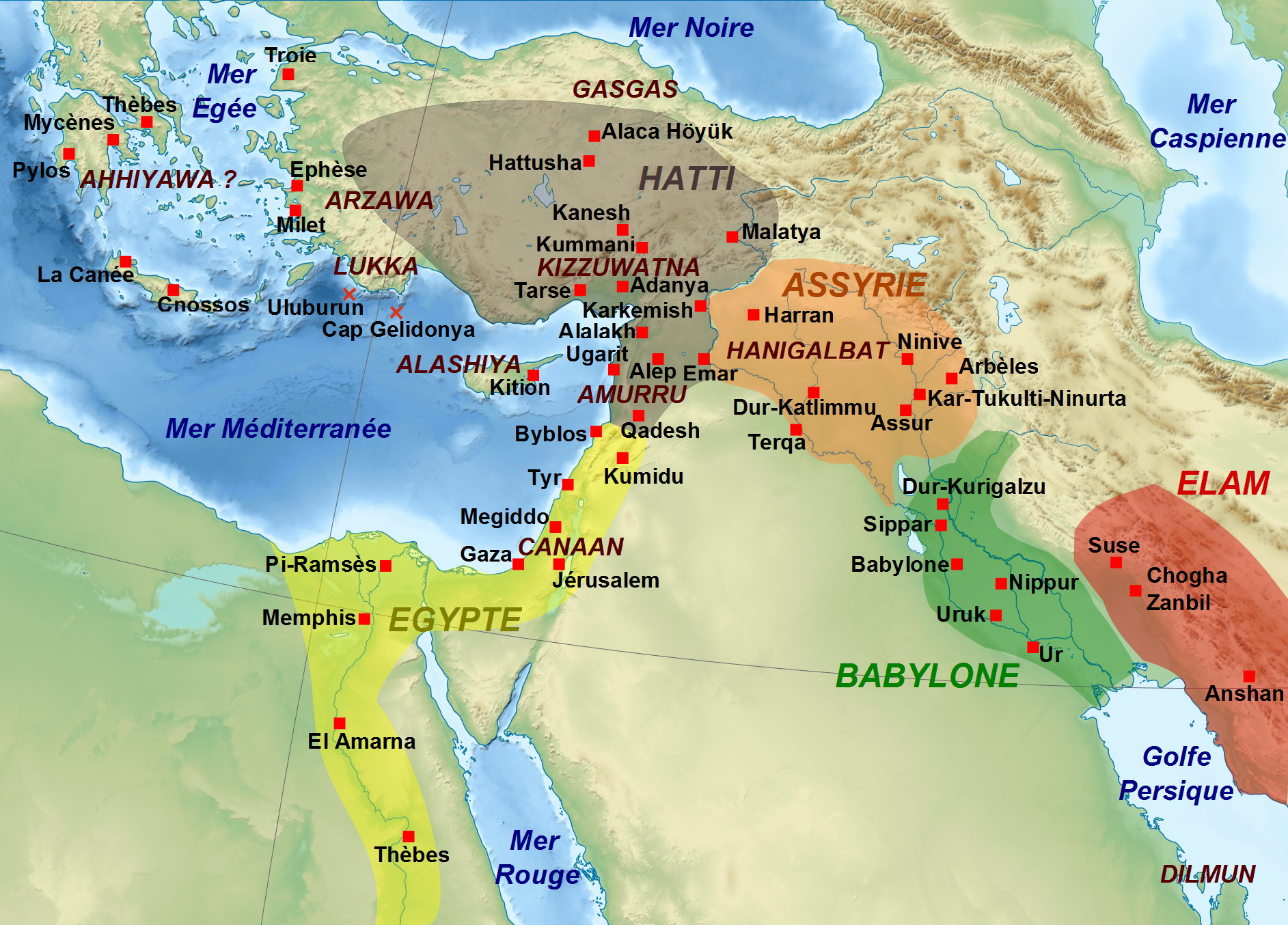
Mapa starożytnego Bliskiego Wschodu w XIII w. p.n.e. z zaznaczonym położeniem kraju Hanigalbat po zaanektowaniu go przez Asyrię

Szattuara II (w transliteracji z pisma klinowego zapisywane mšat-tu-a-ra) – władca huryckiego królestwa Hanigalbat, kontynuującego tradycje państwa Mitanni; współczesny asyryjskiemu królowi Salmanasarowi I (1273–1244 p.n.e.); był synem lub siostrzeńcem Wasaszatty.
Około 1270 r. p.n.e. Szattuara II z pomocą Hetytów oraz nomadycznych plemion Ahlamu wzniecił powstanie przeciwko Asyryjczykom. W odpowiedzi Salmanasar I najechał Hanigalbat i odniósł nad nim miażdżące zwycięstwo, pokonując jego armię, biorąc tysiące jeńców i obracając w ruiny dziesiątki miast. Wydarzenia te tak opisane zostały w jednej z inskrypcji królewskiej Salmanasara I:
„Gdy z rozkazu wielkich bogów, (wsparty) wielką potęgą Aszura, mego pana, pomaszerowałem do kraju Hanigalbat, prrzedostałem się przez najcięższe do przebycia (górskie) drogi i przejścia. Szattuara, król kraju Hanigalbat, z pomocą armii Hetytów i Ahlamu, zajął przejścia i studnie (na) mej (drodze). Gdy moja armia była spragniona i zmęczona ich armia zaatakowała wszystkimi siłami. Ale ja uderzyłem (na nich) i sprowadziłem na nich klęskę. Uśmierciłem niezliczoną liczbę ludzi z ich wielkiej armii. Jeżeli chodzi o niego (tj. Szattuarę II), to ścigałem go (...) aż do zachodu słońca. Dokonałem rzezi ich hord, (ale) 14400 z nich, (którzy pozostali) żywi, oślepiłem (...). Zdobyłem dziewięć jego ufortyfikowanych świętych miast, a także miasto z którego rządził. Zamieniłem 180 jego miast we wzgórza ruin. Zarżnąłem jak owce armie Hetytów i Ahlamu, jego sprzymierzeńców”
Po przegranej rebelii Szattuary II tereny Hanigalbatu wcielono do Asyrii, zaś Hanigalbat jako niezależne królestwo przestał istnieć.